# Anna Sobczak
Anna Sobczak, z d. Wojtczak (ur. 3 lipca 1963 w Gdyni) – polska zawodniczka uprawiająca szermierkę, trenerka, olimpijka z Seulu 1988 i Barcelony 1992.
Florecistka. indywidualna mistrzyni Polski w latach 1989, 1990, 1992.
Na igrzyskach w Seulu wystartowała w turnieju florecistek: indywidualnym, w którym odpadła w eliminacjach (23. miejsce) oraz w drużynowym (partnerkami były: Małgorzata Breś, Agnieszka Dubrawska, Jolanta Królikowska, Hanna Prusakowska). Polska drużyna zajęła 10. miejsce.
Na igrzyskach w Barcelonie wystartowała w turnieju florecistek: indywidualnym, w którym zajęła 11. miejsce oraz w drużynowym (partnerkami były: Katarzyna Felusiak, Monika Maciejewska, Barbara Szewczyk, Agnieszka Szuchnicka). Polska drużyna zajęła 8. miejsce.
Po zakończeniu kariery sportowej podjęła pracę trenera szermierki. Żona olimpijczyka Ryszarda Sobczaka.